# Splendid isolation

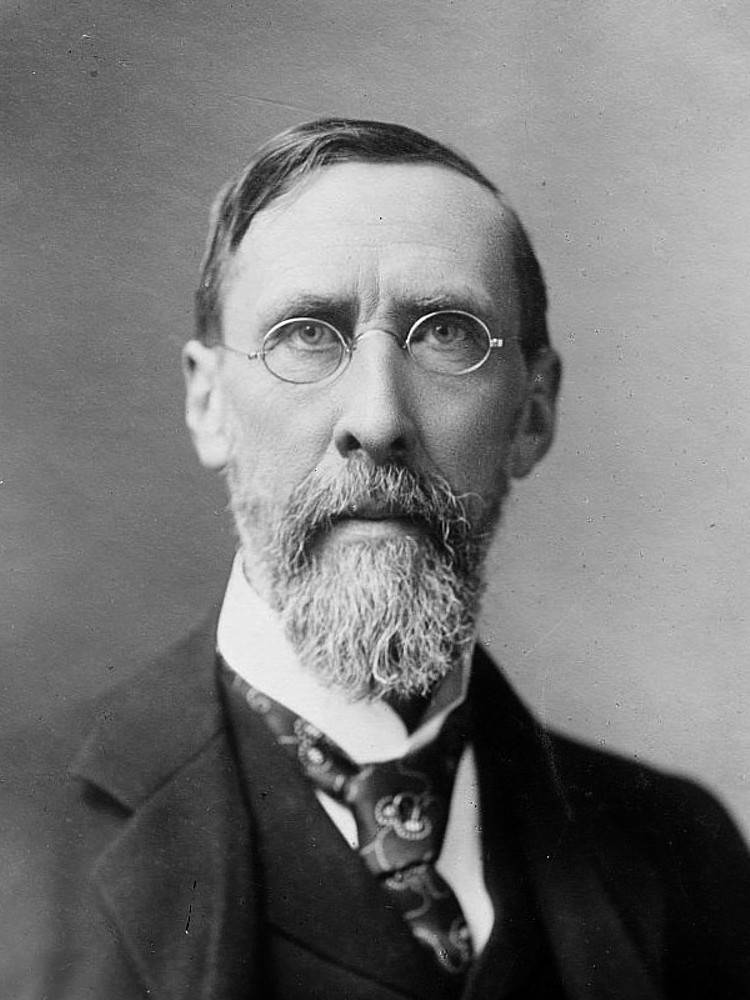
George Eulas Foster (Fotografie um 1920)

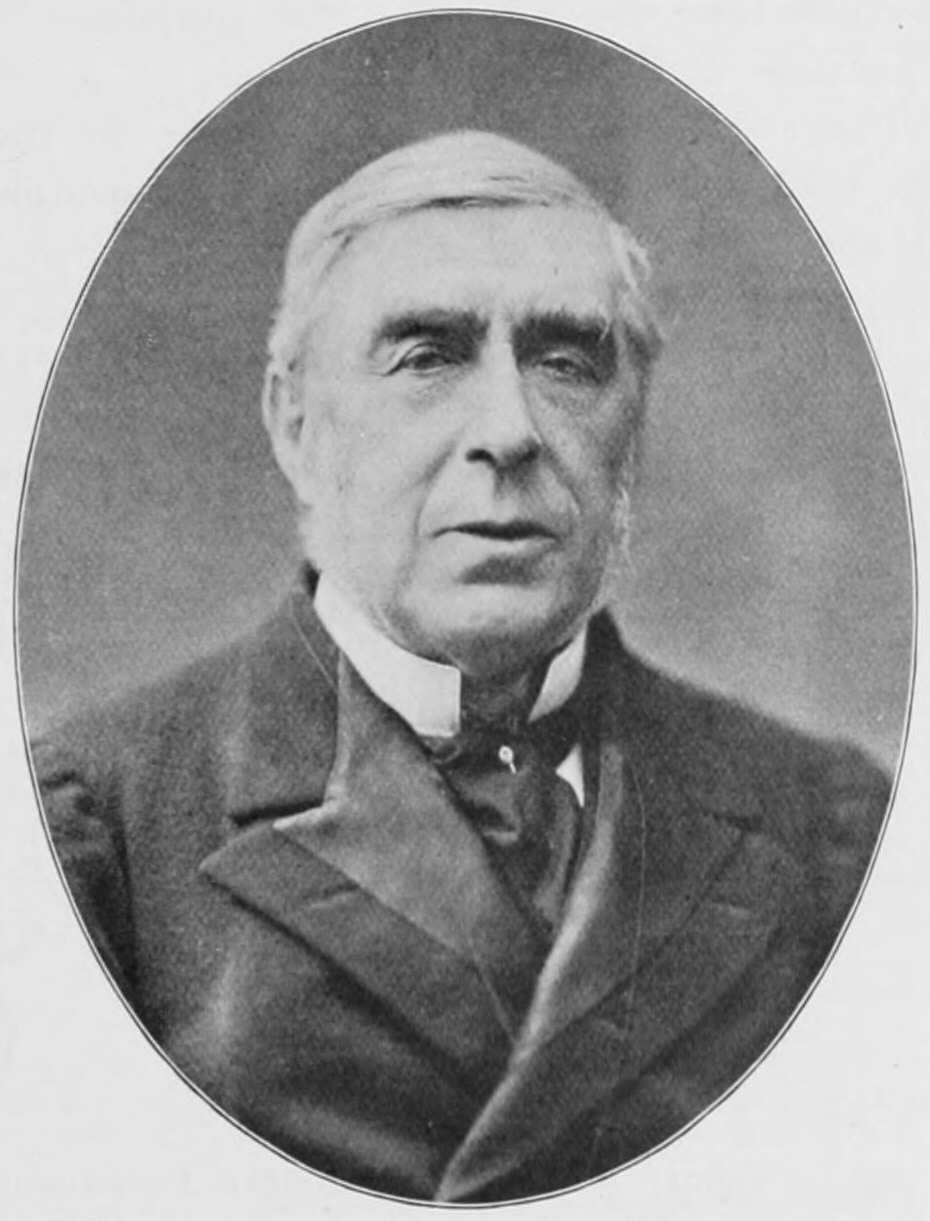
George Goschen (Fotografie vor 1903)

Splendid isolation (wörtlich übersetzt: „wunderbare Isolation“) ist ein politischer Begriff, der die Bündnisfreiheit des Britischen Empire positiv hervorhebt. Voraussetzung war dafür auch die geographische Insellage des Vereinigten Königreichs, da sie nur durch Seemächte gefährdet werden konnte.

## Überblick
Die weltbeherrschende Stellung des Britischen Empire im 19. Jahrhundert und bis zum Beginn des Ersten Weltkriegs ermöglichte es ihm zudem, weil selbst bündnisfrei, in alle Bündnisse anderer einzugreifen und dabei als unparteiischer Schiedsrichter im Interesse der Pax Britannica aufzutreten. Die Aufrechterhaltung des europäischen Mächtegleichgewichts im britischen Verständnis der Balance of Power-Doktrin. war das wichtigste Mittel zur Erhaltung der unbeschränkten Herrschaft über das Kolonialreich.
Dieser Sachverhalts war insbesondere für die Regierungszeit der beiden Premierminister Benjamin Disraeli und Robert Gascoyne-Cecil charakteristisch, auch wenn der Ausdruck selbst jüngeren Datums ist. Wesentlich für das britische Gleichgewichtsverständnis war, nicht selbst Teil des Gleichgewichts zu sein, sondern dieses unter den anderen kontinentalen Großmächten dadurch herzustellen, dass die mögliche Hegemonie eines Landes auf dem europäischen Kontinent durch Unterstützung der anderen Mächte verhindert werden konnte. Durch die wechselseitige Neutralisierung der staatlichen Machtinteressen auf dem Kontinent sicherte sich Großbritannien freie Hand in der Weltpolitik und verhinderte, dass auf dem eurasischen Kontinent ein weltpolitischer Rivale entstehen konnte, der ihm trotz seiner Insellage und vor allem hinsichtlich seiner Handelsrouten und Kolonien gefährlich werden könnte.

## Geschichte
Der Begriff splendid isolation wurde später von dem kanadischen Politiker George Eulas Foster geprägt, der die Redewendung erstmals am 16. Januar 1896 im kanadischen Unterhaus verwendete:

“In these somewhat troublesome days when the great Mother Empire stands splendidly isolated in Europe.”

„In diesen etwas unangenehmen Tagen, in denen das große Mutterreich in Europa wunderbar isoliert steht.“

Am 22. Januar 1896 erschien der Begriff splendid isolation als Schlagzeile in der Tageszeitung The Times. Am 5. Februar 1896 verwendete der kanadische Oppositionsführer Wilfrid Laurier im Unterhaus ebenfalls diese Redewendung. Populär wurde der Begriff, nachdem ihn George Goschen als First Lord of the Admiralty in einer Rede am 26. Februar 1896 gebraucht hatte:

“We have stood here alone in what is called isolation – our splendid isolation, as one of our colonial friends was good enough to call it.”

„Wir haben hier allein in einer so genannten Isolation gestanden – unserer wunderbaren Isolation, wie einer unserer Kolonialfreunde gut genug war, dies zu nennen.“

Charakteristisch für die splendid isolation war eine äußerste Zurückhaltung bei der Beteiligung an dauerhaften Allianzen oder anderen Verpflichtungen gegenüber anderen Weltmächten bei gleichzeitigem Ausbau der überseeischen Kolonien, Protektorate und abhängigen Gebiete.
Man war über Jahrhunderte hinweg praktisch unangreifbar und versuchte auch, sich so wenig wie möglich auf dem Festland einzumischen, oder wenn, dann als übergeordneter Schiedsrichter.
Zusätzlich wollte das Vereinigte Königreich seine Kolonien verteidigen, da das Land wesentlich vom Handel lebte. Besonders der Seeweg nach Indien war wichtig.
Die splendid isolation wurde durch die Anglo-Japanische Allianz 1902 und insbesondere die Entente cordiale mit Frankreich im Jahr 1904 beendet. Das zunächst nur zur Klärung kolonialer Streitpunkte entworfene Bündnis mit Frankreich bildete den Grundstock für das Allianzsystem der Triple Entente, das 1907 zwischen dem Vereinigten Königreich, Frankreich und Russland geschaffen wurde.
Die britische Zeitung The Guardian griff den Begriff der splendid isolation in einem Artikel über das Nichtbeitreten des Vereinigten Königreichs zur geplanten europäischen Fiskalunion am 9. Dezember 2011 auf.